# Mombeek
El Mombeek és un riuet de Bèlgica que neix a la font anomenat Kerstborn a Widooie, un nucli del municipi de Tongeren de la província de Limburg que rega els municipis de Zammelen, Wintershoven, Vliermaalroot, Wimmertingen i desemboca a l'Herk a Sint-Lambrechts-Herk (Hasselt).
El Mombeek neix al nord de la cresta que separa la conca del Mosa de la conca de l'Escalda. Els romans van crear una turó artificial, l'actual Beukenberg que servia d'aqüeducte per a desviar l'aigua del riuet a la ciutat de Tongeren.
En documents vells el riuet també va anomenar-se Molenbeek, Herckbeek, Hamptbeek o Kertsbornbeek.

## Afluents
- el Marmelbeek
- el Leerbeek o Winterbeek

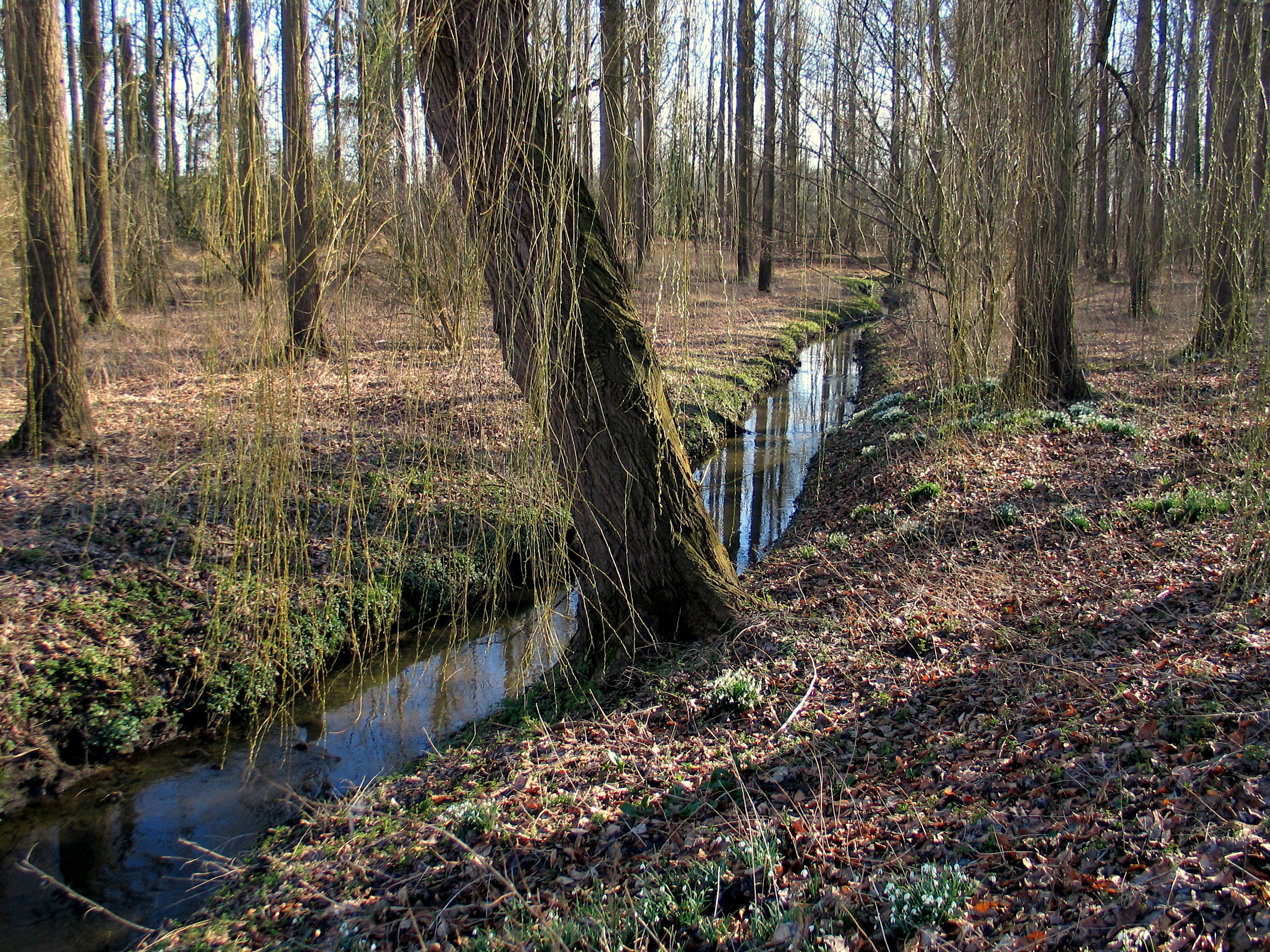
Mombeek entre Widooie i Bommershoven
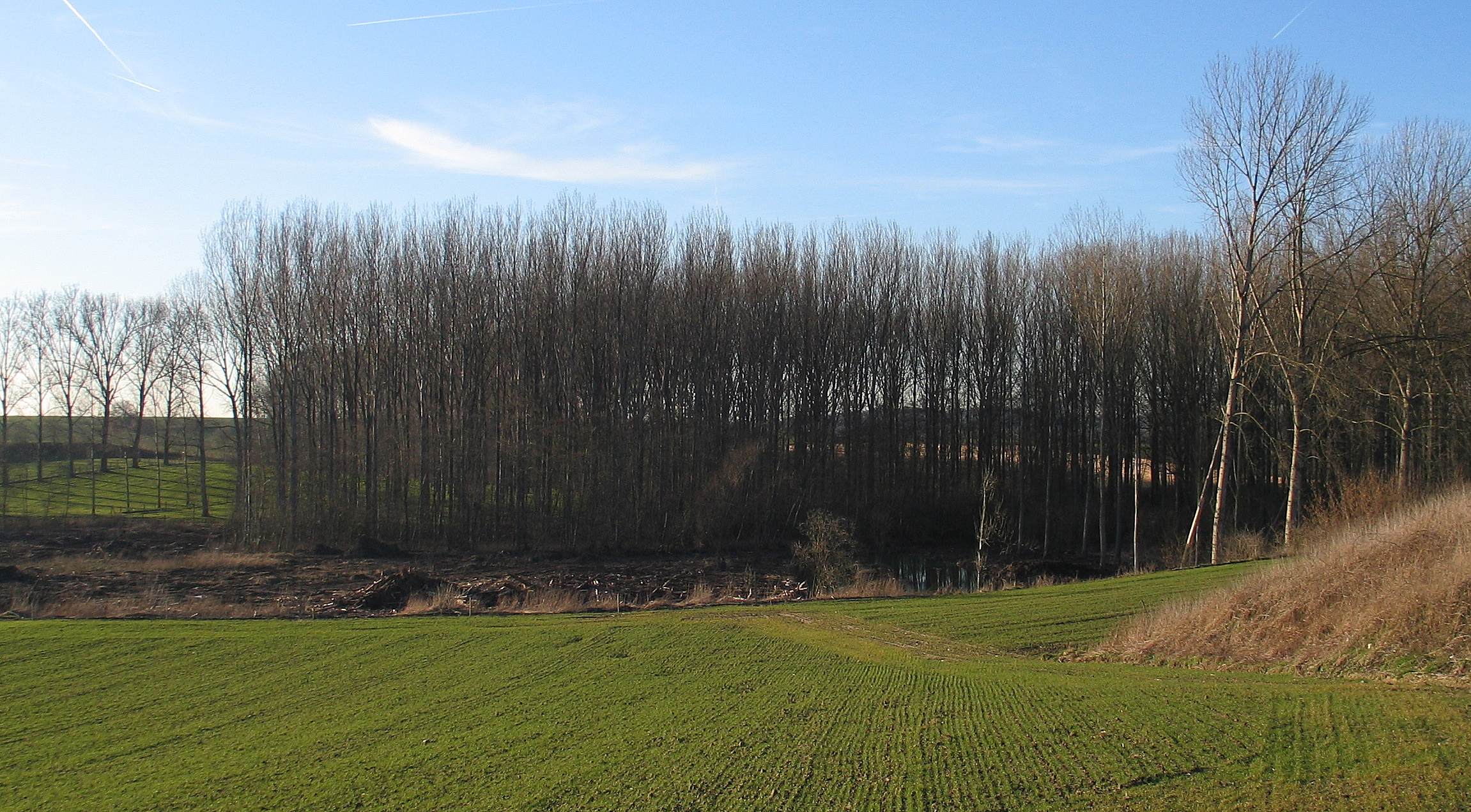
La Kertsborn, font del Mombeek
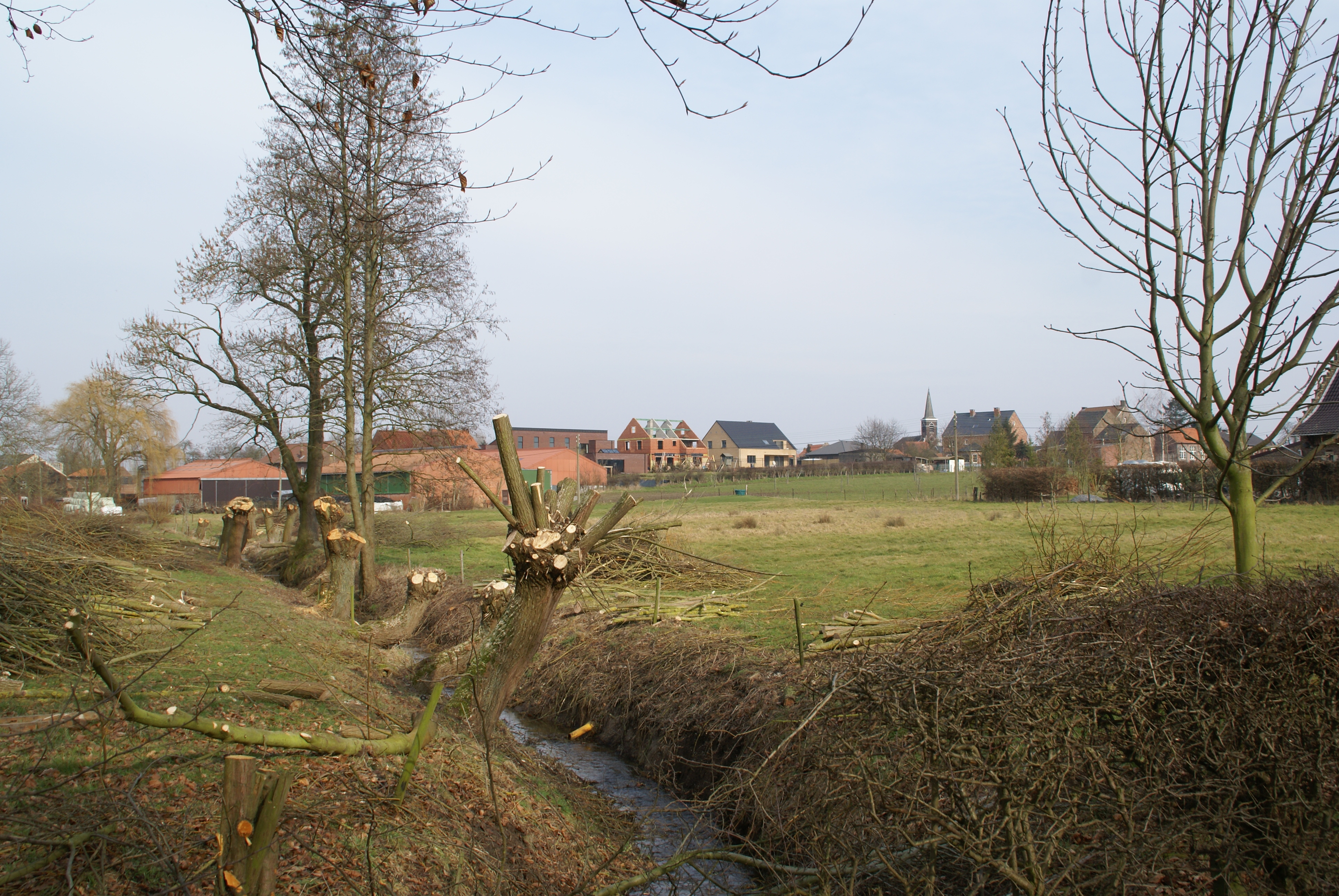
Mombeek i panorama del poble de Widooie